# Cibele

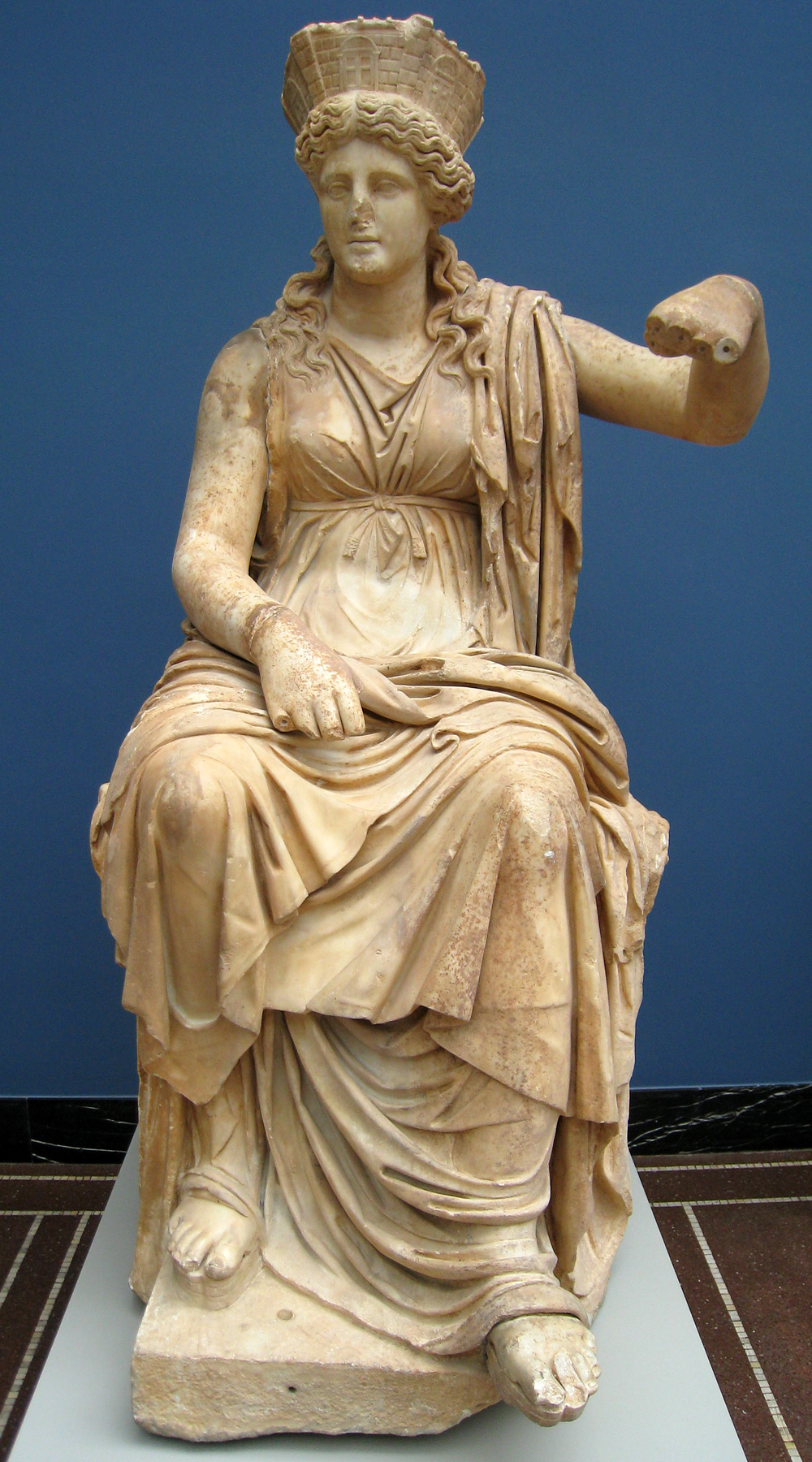
Statua in marmo di Cibele del I secolo a.C. da Gliptoteca Carlsberg, Copenaghen

Cibele (in greco antico: Κυβέλη ?, Kybelē; in latino Cibelis; dal frigio Matar Kubileya/Kubeleya, forse "Madre della Montagna") è un'antica divinità anatolica, venerata come Grande Madre Idea, dal monte Ida presso Troia, dea della natura, degli animali (potnia theròn) e dei luoghi selvatici. Divinità ambivalente, simboleggiava la forza creatrice e distruttrice della Natura. È spesso associata a Rea.

## Descrizione

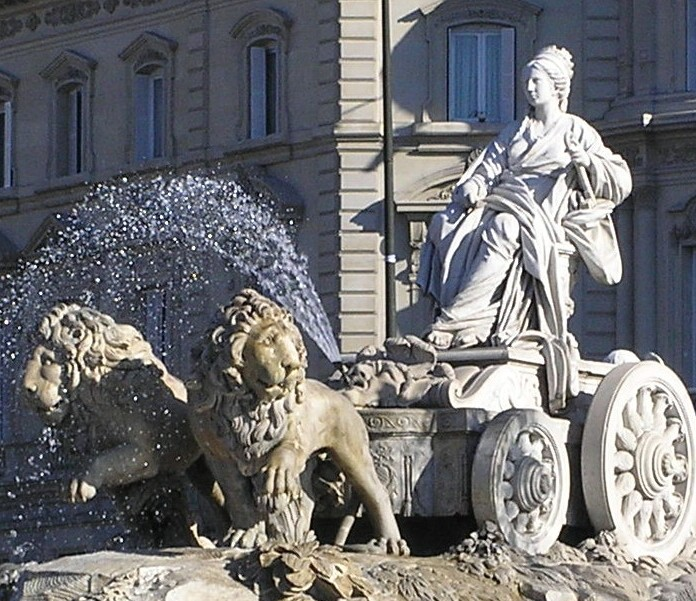
La fuente de Cibeles occupa il centro della Plaza de Cibeles a Madrid.

Il centro principale del suo culto era il santuario di Pessinunte, nella Frigia, da cui attraverso la Lidia passò approssimativamente nel VII secolo a.C. nelle colonie greche dell'Asia Minore e successivamente nel continente, a Roma. Nella mitologia greca fu identificata con Rea, la madre degli Dei.
Cibele viene generalmente raffigurata seduta sul trono o sul carro trainato da due leoni o leopardi; è accompagnata dal suo compagno Attis e dai suoi sacerdoti. Sul capo ha una corona turrita.
I due leoni rappresentano i personaggi mitologici di Melanione e Atalanta, trasformati in leoni da Zeus e condannati a trascinare il carro della dea come punizione per aver profanato un tempio di quest'ultima.

## Mito di Cibele e Attis

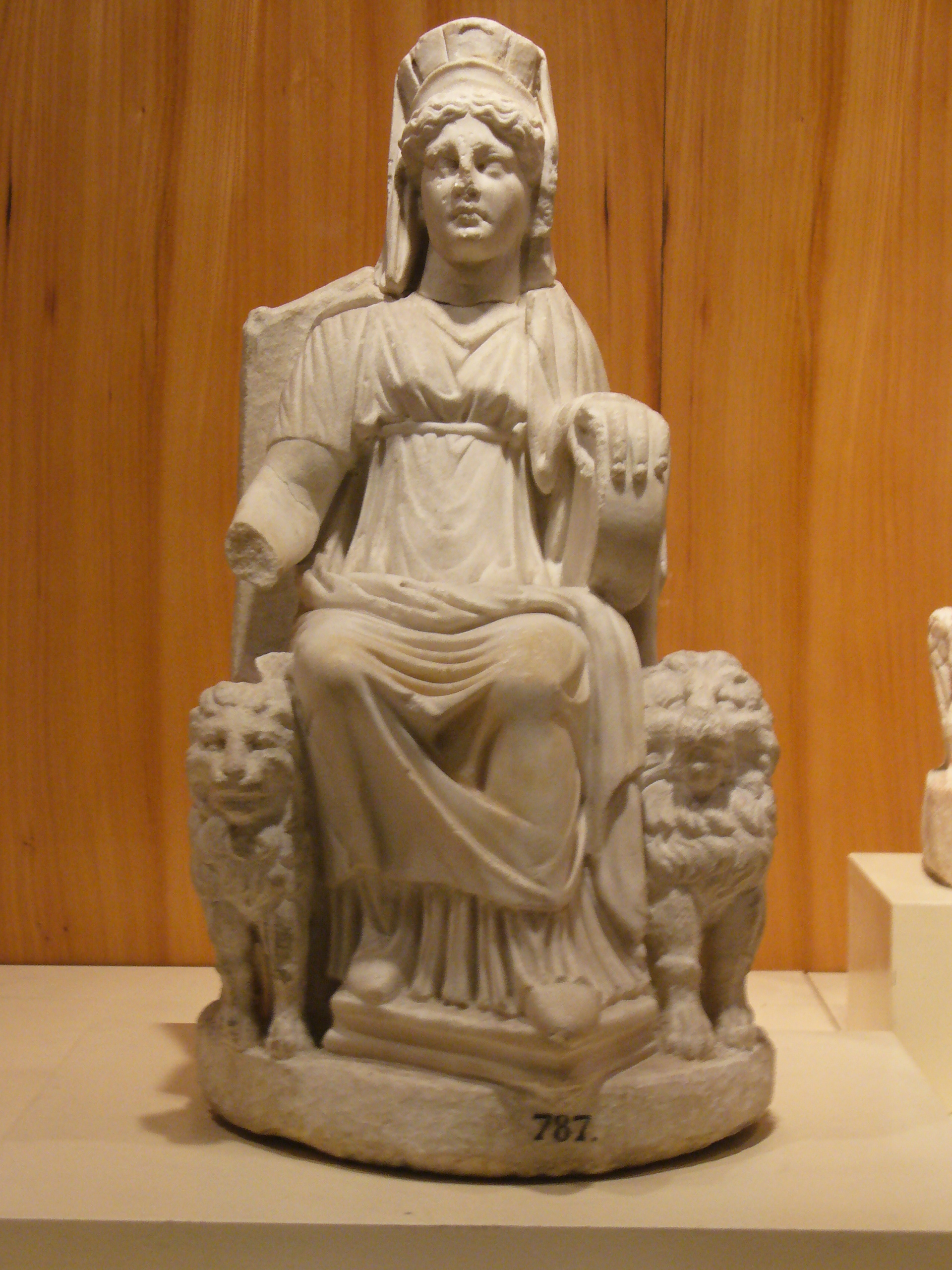
Statua di marmo di Cibele che indossa il polos sul capo, da Nicea in Bitinia (Musei archeologici di Istanbul)

Collegato con il culto di Cibele è il mito che la vede legata al dio Attis. Le varianti di questo mito sono molteplici.
Secondo Arnobio, Zeus, innamorato di Cibele, cercava invano di unirsi alla dea. In una notte di incubi angosciosi, mentre Zeus la sognava ardentemente, il suo seme schizzò sulla pietra generando l'ermafrodito Agdistis. Questi era malvagio e violento e con continue prepotenze oltraggiò tutti gli dei. Dioniso, perciò, giunto all'esasperazione, volle vendicarsi e architettò ai suoi danni uno scherzo atroce: gli portò in dono del vino e lo accompagnò a bere in cima a un grande albero di melograno, finché Agdistis si addormentò ubriaco in bilico su un ramo. Con una cordicella Dioniso gli legò i genitali al ramo e, sceso in terra, scosse l'albero con tutta la sua forza. Nel brusco risveglio il malcapitato precipitò, strappandosi di netto i genitali, mentre il suo sangue bagnava il melograno. Nana, la ninfa del Sangario, il fiume che scorreva nelle vicinanze, si mise in grembo uno di quei frutti e rimase incinta di un dio: fu così generato Attis. Agdistis se ne innamora e allora il re di Pessinunte, Mida (o Gallo), per evitare l'accoppiamento, destina in moglie ad Attis la propria figlia e fa chiudere le porte della città. La Gran Madre vi penetra per cercare di impedire le nozze, ma sopraggiunge Agdistis, che rende pazzi i convitati con il suo furore selvaggio. La sposa si taglia le mammelle, Attis, gettatosi sotto un pino, si evira. Dal suo sangue nascono viole, che coronano l'albero.
Le due divinità sono sovente raffigurate insieme sul carro divino trainato da leoni in un corteo trionfale, come nella Patera di Parabiago, piatto d'argento, finemente lavorato a sbalzo, risalente alla seconda metà del IV secolo e ritrovato nel 1907 nella cittadina in provincia di Milano.
Nelle cerimonie funebri che si tenevano in onore durante l'equinozio di primavera, i sacerdoti della dea, i Coribanti, suonavano tamburi e cantavano in una sorta di estasi orgiastica, nel corso della quale alcuni arrivavano ad evirarsi con pietre appuntite. Catullo descrive i coribanti come eunuchi che vestivano da donna. Virgilio riferisce che nei pressi di Avellino, nei luoghi in cui oggi sorge il santuario di Montevergine si trovava un tempio dedicato alla dea. A tal proposito è interessante notare che ancora oggi Montevergine è un luogo di culto per persone omosessuali e transessuali, che ogni anno, in occasione della festa della Candelora, si recano al santuario per accendere una candela in omaggio all'icona bizantina della Madonna che vi è conservata.
Una versione risemantizzata dei riti pagani in onore della dea Cibele la si può contemplare nel rito de "'A Spaccata 'o pignu" (La spaccata del pino) che si svolge in Sicilia, a Palagonia (CT) la vigilia della festa di Santa Febronia (il 24 giugno): sull'altare maggiore della Chiesa Madre troneggia una grande pigna che schiudendosi svela al suo interno l'immagine della Martire, che viene incoronata e assisa in cielo dagli angeli tra scene di giubilo e grida entusiastiche dei fedeli presenti. La pigna in questo caso simboleggia il corpo mortale che libera l'anima della vergine Febronia al compimento dei vari supplizi patiti per essere consegnata all'eternità.

## Culto nella Roma antica

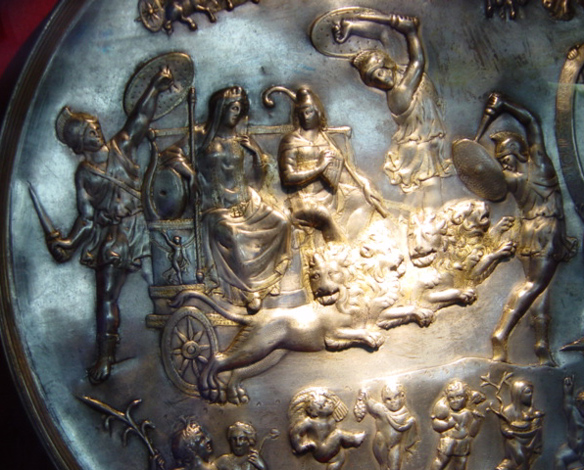
Cibele e Attis sul carro rituale, dalla patera di Parabiago, risalente alla seconda metà del IV secolo

Il culto della dea era officiato da sacerdoti che in suo onore  si auto-castravano nel Dies sanguinis, i galli o gàlloi.
Una festa in suo onore, l'Hilaria, si teneva a fine marzo.
Il culto di Cibele, la Magna Mater dei Romani, fu introdotto a Roma il 4 aprile 204 a.C., quando la pietra nera, vi fu trasferita da Pessinunte per scongiurare il pericolo di Annibale, secondo un consiglio che i sacerdoti avevano tratto dai Libri sibillini, e collocata, dapprima sull'Ara nella Curia del Foro e successivamente in un tempio sul Palatino realizzato nel 191 a.C. nei pressi della casa di Romolo. La pietra nera, detta anche "ago di Cibele", costituiva uno dei sette pignora imperii, cioè uno degli oggetti che secondo le credenze dei romani garantiva il potere dell'impero. Il tempio bruciò per ben due volte, nel 111 a.C. e nel 3 d.C. e fu ricostruito per l'ultima volta da Augusto. L'edificio seguiva un orientamento ben determinato da motivi di culto, e lo stile era corinzio a pianta regolare; all'interno le pareti erano sostenute da un colonnato.
Per celebrare tale evento, durante la Repubblica venivano organizzati dei giochi in suo onore, i Megalesia, o Ludi Megalensi. Le feste in onore di Cibele e Attis si svolgevano nel mese di marzo, dal 15 al 28, nel periodo dell'equinozio di primavera, prevedevano il rito del Sanguem e si protrassero fino al IV secolo d.C., per la precisione fino al 389 quando l'Editto di Teodosio ordinò l'abbattimento di tutti i templi pagani.
In epoca imperiale, il ruolo di Attis, la cui morte e resurrezione simboleggiava il ciclo vegetativo della primavera, si accentuò gradualmente, dando al culto una connotazione misterica e soteriologica.
Il culto venne proclamato ufficiale dell'Impero Romano a Lione nel 160 d.C.

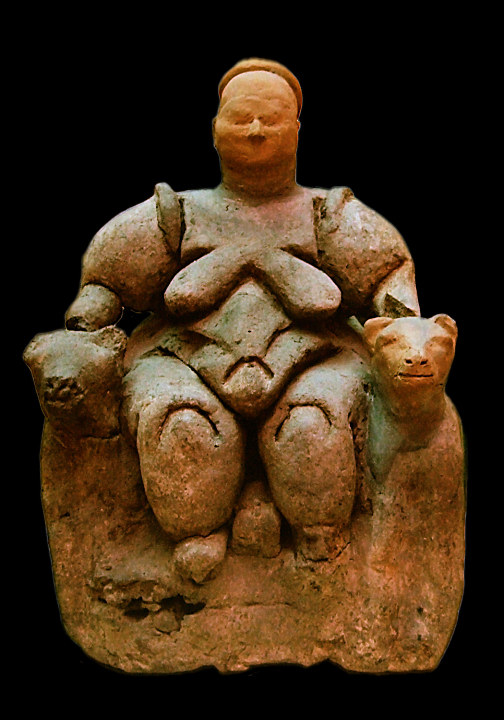
Donna seduta fra due leopardi. Reperto del Neolitico (6000-5500 a.C. ca.) rinvenuto a Çatalhöyük in Turchia

### Fonti classiche
- Claudio Claudiano, De raptu Proserpinae I, 181
- Gaio Valerio Catullo, Carmen 63, ISBN 978-88-06-18007-2 (archiviato dall'url originale il 30 giugno 2011).

### Fonti moderne
- Giuseppe Maggiore, LA SACRA PIGNA. Gli antichi riti di Cibele e Febronia, Amedit, nº 11 - giugno 2012.
- Franz Cumont, Le religioni orientali nel paganesimo romano, Laterza, Bari, 1913; riediz. 1967; nuova ediz. Libreria romana (I libri del Graal), Roma, 1990
- Maarten Jozef Vermaseren, Cybele and Attis: the Myth and the Cult, Thames and Hudson, Londra, 1977
- Maarten Jozef Vermaseren, Corpus Cultus Cybelae Attidisque, Leida, t. III 1977, t. VII 1977, t. IV 1978, t. II 1982, t. V 1986,
- Walter Burkert, Antichi culti misterici, Laterza, Roma-Bari, 1987; rist. 1991
- Fritz Graf, I culti misterici in (a cura di) Salvatore Settis, I Greci: storia, cultura, arte, società, Einaudi, Torino, 1997 (vol. II, tomo 2); ripubblicata anche come AA.VV. Storia Einaudi dei Greci e dei Romani, Ediz. de "Il Sole 24 Ore", Milano, 2008 (vedi il vol. 5°)
- Philippe Borgeaud, La madre degli dei: da Cibele alla Vergine Maria, Morcelliana, Brescia, 2006
- Giulia Pedrucci, Cibele Frigia e la Sicilia: i santuari rupestri nel culto della dea, L'Erma di Bretschneider, Roma, 2009